# Ferrari 640
Chronologie des modèles (1989)
Ferrari F1-87/88C Ferrari 641
La Ferrari 640, appelée également Ferrari F1-89, est la monoplace de Formule 1 engagée par la Scuderia Ferrari pour disputer la saison 1989 de Formule 1. Elle est pilotée par le Britannique Nigel Mansell, en provenance de l'écurie Williams F1 Team et l'Autrichien Gerhard Berger, qui effectue sa troisième saison au sein de l'équipe italienne. Les pilotes essayeurs sont le Brésilien Roberto Moreno, l'Italien Gianni Morbidelli et le Finlandais Jyrki Järvilehto.
Première monoplace dessinée par l'ingénieur britannique John Barnard pour Ferrari, la 640 est dotée d'un moteur atmosphérique, une première depuis la Ferrari 312 T5 engagée en 1980. La boîte de vitesses est également inédite puisque c'est la première à disposer de sept vitesses, ainsi que de commandes de changement de rapport au volant.

## Historique

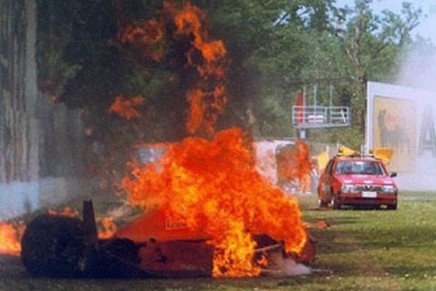
La Ferrari 640 en feu de Gerhard Berger à Imola.

La Ferrari 640 effectue sa première course lors de l'épreuve inaugurale de la saison 1989, au Grand Prix du Brésil, où Nigel Mansell, parti de la sixième place, remporte la course alors que Gerhard Berger, parti troisième, abandonne dès le premier tour. Ce premier Grand Prix est suivi par une série de cinq épreuves où les pilotes de la Scuderia Ferrari ne rallient pas l'arrivée, notamment en raison d'une boîte de vitesses très peu fiable. Pendant cette période, Berger est victime d'un accident au Grand Prix de Saint-Marin où sa monoplace s'écrase à près de 300 km/h dans le mur de la courbe de Tamburello. L'Autrichien est extirpé de sa voiture en flammes par les secours, et ne présente que quelques brûlures aux mains et une côte cassée. Il déclare forfait pour la manche suivante, disputée à Monaco. Au Canada, Mansell, qualifié en cinquième position, est obligé de s'élancer depuis la voie des stands, mais un faux-départ entraîne sa disqualification. Après avoir entamé la saison en tête du championnat, Ferrari se retrouve quatrième avec neuf points, loin des 56 de McLaren-Honda et des 31 de Williams-Renault.
Les trois manches suivantes sont marquées par trois podiums signés par Mansell, lequel remporte sa seconde victoire de la saison au Grand Prix de Hongrie, alors qu'il est parti de la douzième place. Au Grand Prix suivant, disputé en Belgique, Mansell termine troisième. Cette arrivée sera la dernière du Britannique qui ne franchira pas la ligne d'arrivée lors des cinq manches restantes du championnat.

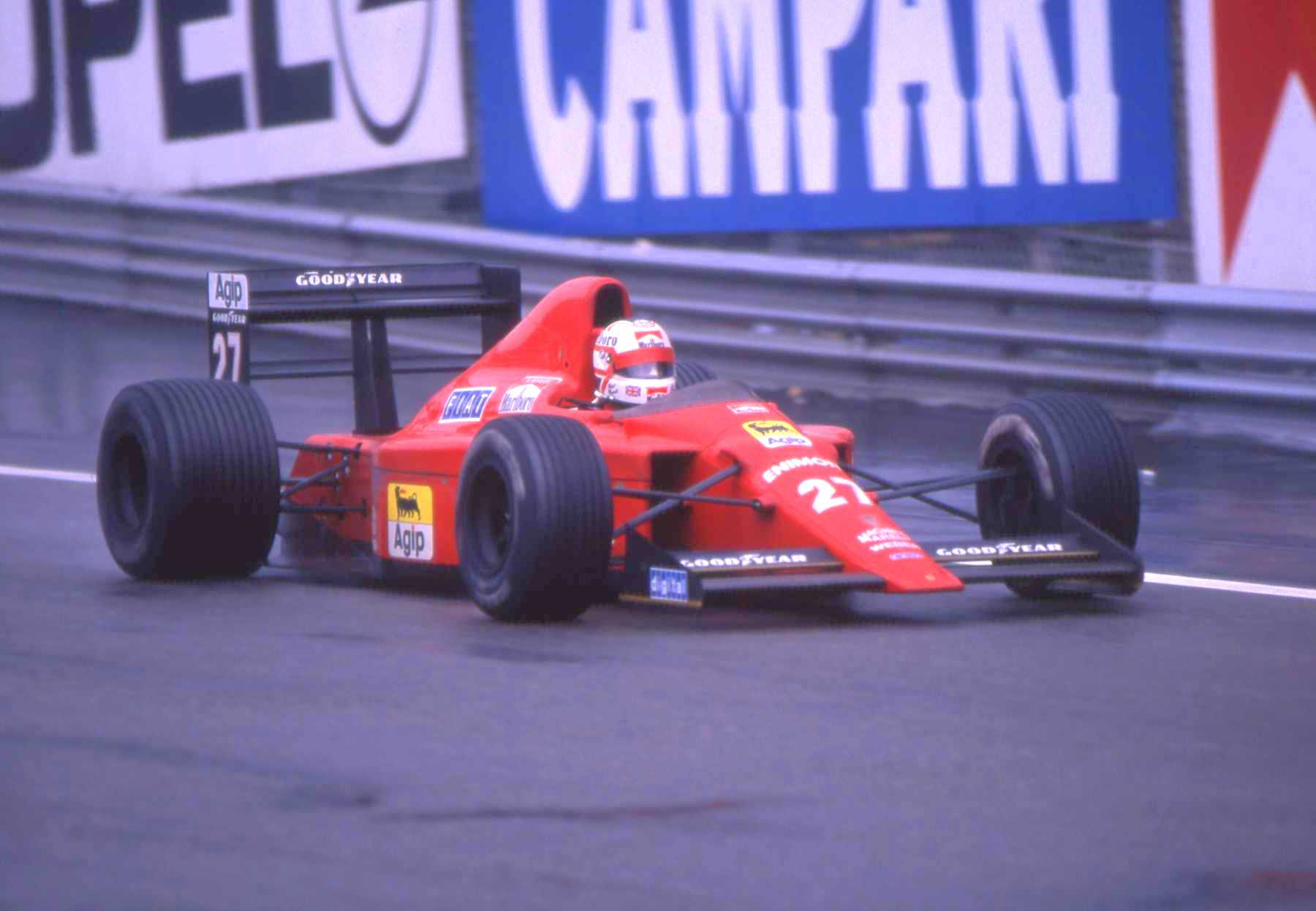
Mansell sur Ferrari 640 au Grand Prix de Belgique 1989.

En Italie, où se dispute la douzième manche de la saison, Gerhard Berger franchit la ligne d'arrivée pour la première fois de la saison et termine deuxième. Lors du Grand Prix du Portugal, l'Autrichien signe son unique victoire de la saison et le meilleur tour en course alors que Mansell, auteur d'une marche arrière dans les stands, voit les commissaires de course lui agiter les drapeaux noir, synonyme de disqualification, mais le Britannique les réfute et s'accroche avec le pilote McLaren Ayrton Senna.
En Espagne, tandis que Mansell est exclu de la course en raison de son comportement au Portugal, Berger obtient une nouvelle deuxième place. Les deux pilotes Ferrari ne rallient pas l'arrivée des deux dernières courses de la saison, ce qui coûte à l'écurie, qui avait alors cinq points d'avance sur Williams-Renault, la deuxième place des constructeurs
À l'issue de la saison, Ferrari termine troisième du championnat des constructeurs avec 59 points, derrière les 77 points de Williams-Renault. Nigel Mansell se classe quatrième du championnat des pilotes avec 38 points, deux points derrière le pilote Williams Riccardo Patrese, et Gerhard Berger se classe septième avec 21 points.

## Résultats en championnat du monde de Formule 1

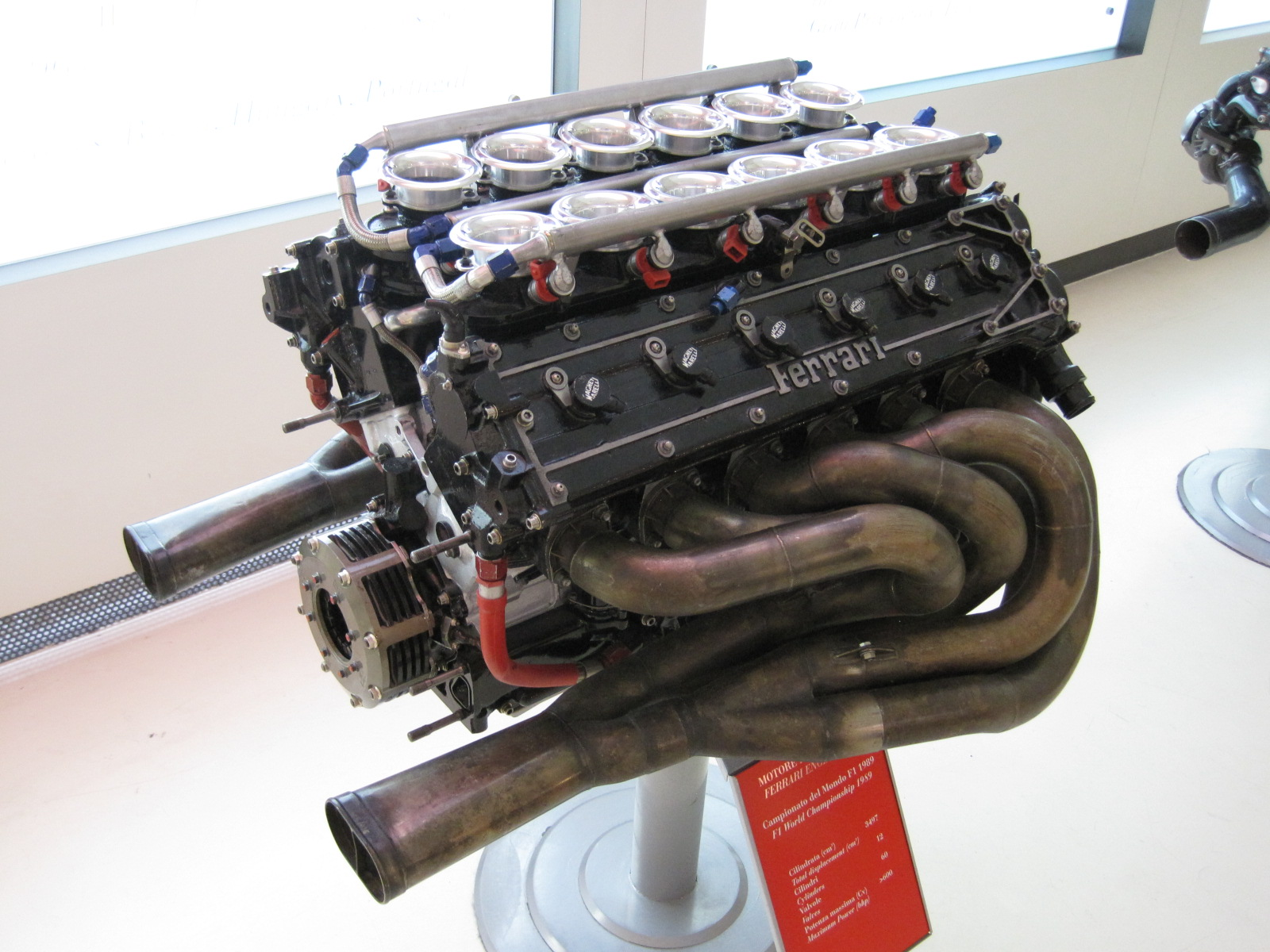
Moteur Ferrari Tipo 035/5 utilisé par la 640

| Saison | Écurie                     | Moteur                 | Pneus    | Pilotes        | Courses | Courses | Courses | Courses | Courses | Courses | Courses | Courses | Courses | Courses | Courses | Courses | Courses | Courses | Courses | Courses | Points inscrits | Classement |
| Saison | Écurie                     | Moteur                 | Pneus    | Pilotes        | 1       | 2       | 3       | 4       | 5       | 6       | 7       | 8       | 9       | 10      | 11      | 12      | 13      | 14      | 15      | 16      | Points inscrits | Classement |
| ------ | -------------------------- | ---------------------- | -------- | -------------- | ------- | ------- | ------- | ------- | ------- | ------- | ------- | ------- | ------- | ------- | ------- | ------- | ------- | ------- | ------- | ------- | --------------- | ---------- |
| 1989   | Scuderia Ferrari SpA SEFAC | Ferrari V12 Tipo 035/5 | Goodyear |                | BRÉ     | SMR     | MON     | MEX     | USA     | CAN     | FRA     | GBR     | ALL     | HON     | BEL     | ITA     | POR     | ESP     | JAP     | AUS     | 59              | 3e         |
| 1989   | Scuderia Ferrari SpA SEFAC | Ferrari V12 Tipo 035/5 | Goodyear | Nigel Mansell  | 1er     | Abd     | Abd     | Abd     | Abd     | Dsq     | 2e      | 2e      | 3e      | 1er     | 3e      | Abd     | Dsq     | Ex      | Abd     | Abd     | 59              | 3e         |
| 1989   | Scuderia Ferrari SpA SEFAC | Ferrari V12 Tipo 035/5 | Goodyear | Gerhard Berger | Abd     | Abd     | Np      | Abd     | Abd     | Abd     | Abd     | Abd     | Abd     | Abd     | Abd     | 2e      | 1er     | 2e      | Abd     | Abd     | 59              | 3e         |

Légende : ici 